# Lac Koeslin
Le lac Koeslin est un lac de la Grande Terre des îles Kerguelen dans les Terres australes et antarctiques françaises (TAAF).

## Géographie
Situé sur le plateau Central, le lac est alimenté en amont par le lac Sibélius puis se déverse par son émissaire, la rivière Alster, dans le fjord Bossière débouchant dans le golfe du Morbihan.